# Zuschneider

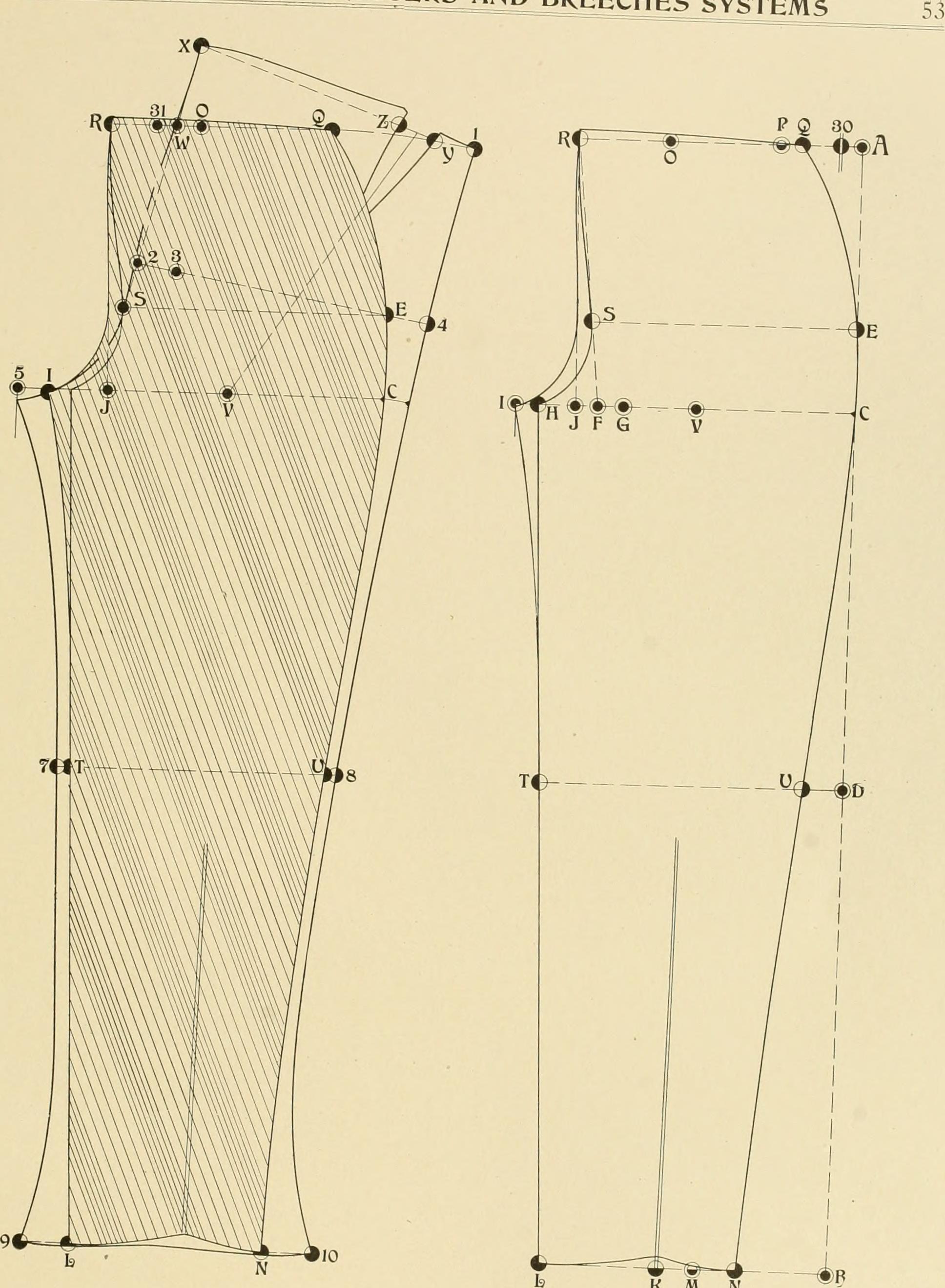
Schnittmusteraufstellung einer Standardhose von 1908

Zuschneider ist die Berufsbezeichnung des Verantwortlichen für das Zuschneiden von Stoff mit Hilfe von Schnittmustern in der Bekleidungsindustrie. Zuschneider für Bekleidung schneiden an Zuschneidemaschinen oder -automaten meist mehrere Stofflagen in einem Arbeitsgang zu und stellen diese für die nächste Bearbeitungsstufe bereit. Zuschneider für Bekleidung finden Beschäftigung in Zuschneideabteilungen von Bekleidungsherstellern. Die Berufsbezeichnung des Schnittmuster-Erstellers ist Direktrice und Modellmacher. In der Maßschneiderei übernimmt den Zuschnitt der Schneider. Er schneidet nur eine Stofflage zu. Auch in der Ausbildung zum Schneidermeister wird der Zuschnitt gelehrt. Er ist die dritte und vorletzte Stufe der vierstufigen Handwerksausbildung.

## Berufsbild

### Industrie
Die Bedienung von großen Zuschneidemaschinen oder -automaten ist die Haupttätigkeit des Zuschneiders. Es werden viele Stofflagen aufeinander gelegt und in einem Arbeitsgang geschnitten, um Kosten zu sparen.

### Handwerk
In der Haute Couture wird eine künstlerische Schnittführung umgesetzt.

#### Geschichte
Mit der Beendigung der Lehre, heute Berufsausbildung genannt, und dem Ablegen der Gesellenprüfung war der Jungschneider Geselle.  Er war in der Lage, zugeschnittene Bekleidungsteile, Einlagen und Futter zu verarbeiten, das heißt Abnäher und Nähte zu schließen, Taschen einzuarbeiten, zu unterschlagen und die Komponenten zusammenzufügen und die Stücke zur Anprobe zuzurichten.  In der Herrenschneiderei waren zwei Anproben üblich. Langjährige Gesellen, die mindestens drei Jahre als Geselle gearbeitet hatten, erlernten an sogenannten Zuschneideschulen ein Schnittsystem. Nach dem Abschluss der Zuschneideschule arbeiteten sie nicht weniger als drei Jahre als Zuschneider.
Nachdem der Geselle die Stoffkomponenten zusammengefügt hatte, führte der Zuschneider bzw. die Direktrice die Erste Anprobe durch, bei der überprüft wurde, ob Bewegungsweite, Rücken- und Taillenhöhe, Länge und Gesamtwirkung den Vorstellungen entsprachen. Zur Zweiten Anprobe unterfütterte der Geselle das Teil, schloss die Nähte, arbeitete den Kragen auf und heftete die Ärmel ein. Die 2. Anprobe diente der Endkontrolle, auch sie wurde vom Zuschneider durchgeführt. Der Geselle arbeitete das Kleidungsstück daraufhin fertig und es war ablieferungsbereit.

### Schnittmuster
Unter einem Schnittsystem versteht man die Methode, die einzelnen Schnittteile eines Kleidungsstückes zu konstruieren, beispielsweise Vorderteil, Rückenteil und Ärmel. Es wird jeweils nur ein halber Schnitt konstruiert. Mithilfe einer Maßtabelle mit Normmaßen wird ein Grundschnitt erstellt. Dieser kann im Handwerk anschließend an die gemessenen Körpermaßen angepasst werden. Jeder Bereich (DOB, HAKA, Kinderbekleidung) hat sein eigenes Schnittsystem, wobei sich grundsätzliches ähnelt.
Durch die Zugabe von Mehrweite entwickelt die Direktrice ein modisches Kleidungsstück und erstellt durch Konstruktion von Bruch, Revers, vorderer Kante, Schulter, Kragen, Abstich, Taschen, Über- und Untertritten, Schlitzen und sonstigen Details, eine Reihe von einzelnen Komponenten, die zusammengefügt, mit Einlagen verstärkt und abgefüttert ein Kleidungsstück ergeben.
Alleinmeister aus dem Handwerk und Schnitt-Direktricen vereinigten alle drei Berufsstufen in sich und führten alle anfallenden Arbeiten aus. Mit dem Aufkommen der Konfektion gewannen die Direktrice und der Zuschneider noch an Bedeutung. Zuschneider und Direktricen ohne Meisterprüfung waren in der Lage, die Zeichnungen oft berufsfremder und damit berufsunkundiger Designer in Schnittmuster umzusetzen.

## Entwicklung seit den 80er Jahren
Mit der Zeit wurde die Fertigung in Länder mit geringerem Lohnniveau verlagert. Die Musterateliers blieben. Aus Umweltschutzgründen produzieren einige Hersteller und Modedesigner wieder im eigenen Land. Die Arbeitsbedingungen in den Fabriken in Asien sind oft schlecht, es gab Brände mit Toten. Hier nicht verkaufte Ware wird auf Müllkippen im Ausland entsorgt. Manche ostasiatischen Textilproduzenten kauften einen prominenten Namen auf und boten Serien unter dieser Marke an. Sie diente als Verkaufshilfe. Material, Design, Entwicklung und Verarbeitung hatte und hat jedoch oft mindere Qualität. Auch ist es zu Markenpiraterie gekommen.

## Bezeichnungen in der deutschsprachigen Textilbranche
- DOB – Damenoberbekleidung
- HAKA – Herren- und Knabenoberbekleidung, ursprünglich eine Abkürzung für Herren-Anzüge / Knaben-Anzüge[4]
- KOB – Kinderoberbekleidung
- BESPO – Berufs- und Sportbekleidung